# Stenin
Stenin je priimek več oseb:
- Boris Andrijanovič Stenin, sovjetski drsalec
- Vladimir Filipovič Stenin, sovjetski general